# Бишер (Об)
Бишер (фр. Buchères) је насељено место у Француској у региону Шампањ-Арден, у департману Об.
По подацима из 2011. године у општини је живело 1385 становника, а густина насељености је износила 193,98 становника/km².

## Демографија
| 1962. | 1968. | 1975. | 1982. | 1990. | 2011. |
| ----- | ----- | ----- | ----- | ----- | ----- |
| 602   | 727   | 1.072 | 1.314 | 1.328 | 1.385 |